# Copa Sudamericana 2023
Die Copa Sudamericana 2023 ist die 22. Ausspielung des nach der Copa Libertadores zweitwichtigsten südamerikanischen Fußballwettbewerbs für Vereinsmannschaften. Es nehmen insgesamt 56 Mannschaften aus den 10 Mitgliedsverbänden der CONMEBOL teil, darunter 12 ausgeschiedene Mannschaften aus dem laufenden Wettbewerb der Copa Libertadores 2023. Zum fünften Mal wurde der Wettbewerb auch analog zur Libertadores 2023 über das ganze Kalenderjahr ausgetragen. Aus Argentinien und Brasilien qualifizieren sich jeweils sechs, aus den übrigen 8 Ländern jeweils 4 Teilnehmer direkt für den Wettbewerb.
Am 20. Dezember 2022 gab der Verband CONMEBOL bekannt, den bisherigen Modus zu verändern und die 1. Runde nicht mehr im Hin- und Rückspiel, sondern in einem Entscheidungsspiel austragen zu lassen, sowie nach der Gruppenphase eine K.o.-Runde zur Qualifikation zum Achtelfinale einzuführen.

## Teilnehmer
| Land                      | Verein                       | Qualifikationsgrund                                                                                            | Ergebnis      |
| ------------------------- | ---------------------------- | --- | ------------- |
| Argentinien 6 Startplätze | Gimnasia y Esgrima La Plata  | Bestes nicht für die Copa Libertadores qualifiziertes Team der Copa de la Superliga 2022                       | Gruppenphase  |
| Argentinien 6 Startplätze | CSD Defensa y Justicia       | Zweitbestes nicht für die Copa Libertadores qualifiziertes Team der Copa de la Superliga 2022                  | Halbfinale    |
| Argentinien 6 Startplätze | CA Tigre                     | Drittbestes nicht für die Copa Libertadores qualifiziertes Team der Copa de la Superliga 2022                  | Playoff-Runde |
| Argentinien 6 Startplätze | Newell’s Old Boys            | Viertbestes nicht für die Copa Libertadores qualifiziertes Team der Copa de la Superliga 2022                  | Achtelfinale  |
| Argentinien 6 Startplätze | Estudiantes de La Plata      | Fünftbestes nicht für die Copa Libertadores qualifiziertes Team der Copa de la Superliga 2022                  | Viertelfinale |
| Argentinien 6 Startplätze | San Lorenzo de Almagro       | Sechstbestes nicht für die Copa Libertadores qualifiziertes Team der Copa de la Superliga 2022                 | Achtelfinale  |
| Bolivien 4 Startplätze    | Oriente Petrolero            | Bestes nicht für die Copa Libertadores qualifiziertes Team der Primera División 2022                           | Gruppenphase  |
| Bolivien 4 Startplätze    | CD Guabirá                   | Zweitbestes nicht für die Copa Libertadores qualifiziertes Team der Primera División 2022                      | 1. Runde      |
| Bolivien 4 Startplätze    | Atlético Palmaflor           | Drittbestes nicht für die Copa Libertadores qualifiziertes Team der Primera División 2022                      | 1. Runde      |
| Bolivien 4 Startplätze    | Club Blooming                | Viertbestes nicht für die Copa Libertadores qualifiziertes Team der Primera División 2022                      | Gruppenphase  |
| Brasilien 6 Startplätze   | FC São Paulo                 | Bestes nicht für die Copa Libertadores qualifiziertes Team des Campeonato Brasileiro Série A 2022              | Viertelfinale |
| Brasilien 6 Startplätze   | América Mineiro              | Zweitbestes nicht für die Copa Libertadores qualifiziertes Team des Campeonato Brasileiro Série A 2022         | Viertelfinale |
| Brasilien 6 Startplätze   | Botafogo FR                  | Drittbestes nicht für die Copa Libertadores qualifiziertes Team des Campeonato Brasileiro Série A 2022         | Viertelfinale |
| Brasilien 6 Startplätze   | FC Santos                    | Viertbestes nicht für die Copa Libertadores qualifiziertes Team des Campeonato Brasileiro Série A 2022         | Gruppenphase  |
| Brasilien 6 Startplätze   | Goiás EC                     | Fünftbestes nicht für die Copa Libertadores qualifiziertes Team des Campeonato Brasileiro Série A 2022         | Achtelfinale  |
| Brasilien 6 Startplätze   | Red Bull Bragantino          | Sechstbestes nicht für die Copa Libertadores qualifiziertes Team des Campeonato Brasileiro Série A 2022        | Achtelfinale  |
| Chile 4 Startplätze       | CD Palestino                 | Bestes nicht für die Copa Libertadores qualifiziertes Team der Primera División de Chile 2022                  | Gruppenphase  |
| Chile 4 Startplätze       | CD Cobresal                  | Zweitbestes nicht für die Copa Libertadores qualifiziertes Team der Primera División de Chile 2022             | 1. Runde      |
| Chile 4 Startplätze       | CD Universidad Católica      | Drittbestes nicht für die Copa Libertadores qualifiziertes Team der Primera División de Chile 2022             | 1. Runde      |
| Chile 4 Startplätze       | Audax Italiano               | Viertbestes nicht für die Copa Libertadores qualifiziertes Team der Primera División de Chile 2022             | Playoff-Runde |
| Ecuador 4 Startplätze     | LDU Quito                    | Bestes nicht für die Copa Libertadores qualifiziertes Team der Gesamttabelle der Serie A 2022                  | Sieger        |
| Ecuador 4 Startplätze     | Club Sport Emelec            | Zweitbestes nicht für die Copa Libertadores qualifiziertes Team der Gesamttabelle der Serie A 2022             | Achtelfinale  |
| Ecuador 4 Startplätze     | Deportivo Cuenca             | Drittbestes nicht für die Copa Libertadores qualifiziertes Team der Gesamttabelle der Serie A 2022             | 1. Runde      |
| Ecuador 4 Startplätze     | Delfín SC                    | Viertbestes nicht für die Copa Libertadores qualifiziertes Team der Gesamttabelle der Serie A 2022             | 1. Runde      |
| Kolumbien 4 Startplätze   | Deportes Tolima              | Bestes nicht für die Copa Libertadores qualifiziertes Team der Gesamttabelle der Categoría Primera A 2022      | Gruppenphase  |
| Kolumbien 4 Startplätze   | Atlético Junior              | Zweitbestes nicht für die Copa Libertadores qualifiziertes Team der Gesamttabelle der Categoría Primera A 2022 | 1. Runde      |
| Kolumbien 4 Startplätze   | Independiente Santa Fe       | Drittbestes nicht für die Copa Libertadores qualifiziertes Team der Gesamttabelle der Categoría Primera A 2022 | Gruppenphase  |
| Kolumbien 4 Startplätze   | Rionegro Águilas             | Viertbestes nicht für die Copa Libertadores qualifiziertes Team der Gesamttabelle der Categoría Primera A 2022 | 1. Runde      |
| Paraguay 4 Startplätze    | Club Guaraní                 | Bestes nicht für die Copa Libertadores qualifiziertes Team der Gesamttabelle der Primera División 2022         | Achtelfinale  |
| Paraguay 4 Startplätze    | Tacuary Football Club        | Zweitbestes nicht für die Copa Libertadores qualifiziertes Team der Gesamttabelle der Primera División 2022    | Gruppenphase  |
| Paraguay 4 Startplätze    | General Caballero JLM        | Drittbestes nicht für die Copa Libertadores qualifiziertes Team der Gesamttabelle der Primera División 2022    | 1. Runde      |
| Paraguay 4 Startplätze    | Sportivo Ameliano            | Meister der Copa Paraguay 2022                                                                                 | 1. Runde      |
| Peru 4 Startplätze        | Universitario de Deportes    | Bestes nicht für die Copa Libertadores qualifiziertes Team der Gesamttabelle der Primera División 2022         | Playoff-Runde |
| Peru 4 Startplätze        | CD Universidad César Vallejo | Zweitbestes nicht für die Copa Libertadores qualifiziertes Team der Gesamttabelle der Primera División 2022    | Gruppenphase  |
| Peru 4 Startplätze        | CS Cienciano                 | Drittbestes nicht für die Copa Libertadores qualifiziertes Team der Gesamttabelle der Primera División 2022    | 1. Runde      |
| Peru 4 Startplätze        | Deportivo Binacional         | Viertbestes nicht für die Copa Libertadores qualifiziertes Team der Gesamttabelle der Primera División 2022    | 1. Runde      |
| Uruguay 4 Startplätze     | River Plate Montevideo       | Bestes nicht für die Copa Libertadores qualifiziertes Team der Gesamttabelle der Primera División 2022         | 1. Runde      |
| Uruguay 4 Startplätze     | Peñarol Montevideo           | Zweitbestes nicht für die Copa Libertadores qualifiziertes Team der Gesamttabelle der Primera División 2022    | Gruppenphase  |
| Uruguay 4 Startplätze     | Defensor Sporting            | Drittbestes nicht für die Copa Libertadores qualifiziertes Team der Gesamttabelle der Primera División 2022    | 1. Runde      |
| Uruguay 4 Startplätze     | Danubio FC                   | Viertbestes nicht für die Copa Libertadores qualifiziertes Team der Gesamttabelle der Primera División 2022    | Gruppenphase  |
| Venezuela 4 Startplätze   | Estudiantes de Mérida        | Sieger der Finalphase Sudamericana A der Primera División 2022                                                 | Gruppenphase  |
| Venezuela 4 Startplätze   | Deportivo Táchira FC         | Sieger der Finalphase Sudamericana B der Primera División 2022                                                 | 1. Runde      |
| Venezuela 4 Startplätze   | FC Caracas                   | Zweiter der Finalphase Sudamericana A der Primera División 2022                                                | 1. Runde      |
| Venezuela 4 Startplätze   | Academia Puerto Cabello      | Zweiter der Finalphase Sudamericana B der Primera División 2022                                                | Gruppenphase  |

Zusätzlich kommen folgende ausgeschiedene Teams aus der Copa Libertadores dazu.
| In der 3. Qualifikationsrunde der Copa Libertadores 2023 ausgeschiedenen Teams | Ergebnis      |
| ------------------------------------------------------------------------------ | ------------- |
| Millonarios FC                                                                 | Gruppenphase  |
| Club Atlético Huracán                                                          | Gruppenphase  |
| Fortaleza EC                                                                   | Zweiter       |
| CD Magallanes                                                                  | Gruppenphase  |
| Drittplatzierte Teams der Gruppenphase der Copa Libertadores 2023              | Ergebnis      |
| Deportivo Ñublense                                                             | Achtelfinale  |
| Independiente Medellín                                                         | Playoff-Runde |
| Barcelona Sporting Club                                                        | Playoff-Runde |
| Sporting Cristal                                                               | Playoff-Runde |
| Corinthians São Paulo                                                          | Halbfinale    |
| CSD Colo-Colo                                                                  | Playoff-Runde |
| Club Libertad                                                                  | Achtelfinale  |
| CA Patronato                                                                   | Playoff-Runde |

## Modus
Die 1. Runde des Wettbewerbs wurde im K.-o.-System in einem Spiel in nationalen Duellen ausgetragen, deren Sieger sich für die Gruppenphase qualifizierten. Die sechs Vereine aus Brasilien und Argentinien nahmen direkt an der Gruppenphase teil. In acht Gruppen mit je vier Mannschaften qualifizierte sich der jeweilige Gruppensieger für das Achtelfinale. In der Saison 2023 wurde erstmals eine K.o.-Runde vor dem Achtelfinale ausgetragen, in der die acht Gruppenzweiten auf die acht Gruppendritten der Copa Libertadores trafen. Die Sieger dieser Runde trafen dann im Achtelfinale auf die Gruppensieger. Von dieser K.o.-Runde an wurde der Sieger mit Hin- und Rückspiel ermittelt. Das Finale wurde in einem einzigen Spiel entschieden. Der Titelverteidiger nahm nicht am Wettbewerb teil, da er automatisches Startrecht in der parallel ausgetragenen Copa Libertadores hatte. Bei Punkt- und Torgleichheit galt nicht mehr die Auswärtstorregel, sondern es folgt im Anschluss an das Rückspiel unmittelbar ein Elfmeterschießen.

## 1. Runde
Teilnehmer waren je vier Mannschaften aus den acht Ländern Südamerikas mit Ausnahme von Argentinien und Brasilien. Die Spiele fanden zwischen dem 7. März Februar und dem 9. März 2023 statt. Die Auslosung ergab folgende Paarungen:
| Datum |                              | Ergebnis              |                         |
| ----- | ---------------------------- | --------------------- | ----------------------- |
| 7.3.  | LDU Quito                    | 4:0 (2:0)             | Delfín SC               |
| 7.3.  | FC Caracas                   | 0:1 (0:0)             | Academia Puerto Cabello |
| 7.3.  | River Plate Montevideo       | 0:4 (0:3)             | Peñarol Montevideo      |
| 7.3.  | Audax Italiano               | 3:2 (1:2)             | CD Universidad Católica |
| 7.3.  | Tacuary Football Club        | 2:2 (1:0) (4:2 i. E.) | General Caballero JLM   |
| 8.3.  | CD Universidad César Vallejo | 3:1 (1:1)             | Deportivo Binacional    |
| 8.3.  | CD Guabirá                   | 0:1 (0:0)             | Oriente Petrolero       |
| 8.3.  | Rionegro Águilas             | 1:2 (0:1)             | Independiente Santa Fe  |
| 8.3.  | Estudiantes de Mérida        | 1:1 (0:1) (3:1 i. E.) | Deportivo Táchira FC    |
| 8.3.  | Defensor Sporting            | 0:0 (3:4 i. E.)       | Danubio FC              |
| 8.3.  | Club Guaraní                 | 3:1 (1:0)             | Sportivo Ameliano       |
| 9.3.  | Club Blooming                | 6:0 (3:0)             | Atlético Palmaflor      |
| 9.3.  | CD Cobresal                  | 0:1 (0:1)             | CD Palestino            |
| 9.3.  | Club Sport Emelec            | 2:1 (1:0)             | Deportivo Cuenca        |
| 9.3.  | Deportes Tolima              | 1:0 (1:0)             | Atlético Junior         |
| 9.3.  | Universitario de Deportes    | 2:0 (1:0)             | CS Cienciano            |

## Gruppenphase
Die folgenden Teams waren für die Gruppenphase qualifiziert (Platz im CONMEBOL Club-Ranking vom Dezember 2022):
- FC São Paulo (9)
- FC Santos (10)
- Estudiantes de La Plata (23)
- San Lorenzo de Almagro (31)
- CSD Defensa y Justicia (37)
- Red Bull Bragantino (45)
- Botafogo FR (59)
- Newell’s Old Boys (61)
- CA Tigre (108)
- América Mineiro (118)
- Goiás EC (136)
- Gimnasia y Esgrima La Plata (162)

Dazu kamen die 16 Sieger der 1. Runde und die vier Verlierer der 3. Qualifikationsrunde der Copa Libertadores.

### Gruppe A
| Pl. | Verein                       | Sp. | S | U | N | Tore    | Diff. | Punkte |
| --- | ---------------------------- | --- | - | - | - | ------- | ----- | ------ |
| 1.  | LDU Quito                    | 6   | 3 | 3 | 0 | 010:200 | +8    | 12     |
| 2.  | Botafogo FR                  | 6   | 2 | 4 | 0 | 010:500 | +5    | 10     |
| 3.  | CD Magallanes                | 6   | 0 | 4 | 2 | 008:130 | −5    | 04     |
| 4.  | CD Universidad César Vallejo | 6   | 1 | 1 | 4 | 008:160 | −8    | 04     |

| Spiel       | Datum     | Stadion          | Heimmannschaft | Ergebnis  | Gastmannschaft |
| ----------- | --------- | ---------------- | -------------- | --------- | -------------- |
| 1. Spieltag | 4. April  | Estadio Mansiche | Universidad    | 1:2 (0:0) | LDU Quito      |
| 1. Spieltag | 6. April  | El Teniente      | Magallanes     | 2:2 (1:1) | Botafogo       |
| 2. Spieltag | 19. April | Estadio Chaco    | LDU Quito      | 4:0 (0:0) | Magallanes     |
| 2. Spieltag | 20. April | Engenhão         | Botafogo       | 4:0 (2:0) | Universidad    |
| 3. Spieltag | 2. Mai    | El Teniente      | Magallanes     | 2:2 (2:1) | Universidad    |
| 3. Spieltag | 4. Mai    | Engenhão         | Botafogo       | 0:0       | LDU Quito      |
| 4. Spieltag | 23. Mai   | El Teniente      | Magallanes     | 1:1 (1:1) | LDU Quito      |
| 4. Spieltag | 25. Mai   | Estadio Mansiche | Universidad    | 2:3 (0:3) | Botafogo       |
| 5. Spieltag | 6. Juni   | Estadio Chaco    | LDU Quito      | 0:0       | Botafogo       |
| 5. Spieltag | 8. Juni   | Estadio Mansiche | Universidad    | 3:2 (2:1) | Magallanes     |
| 6. Spieltag | 29. Juni  | Estadio Chaco    | LDU Quito      | 3:0 (1:0) | Universidad    |
| 6. Spieltag | 29. Juni  | Engenhão         | Botafogo       | 1:1 (1:0) | Magallanes     |

### Gruppe B
| Pl. | Verein                | Sp. | S | U | N | Tore    | Diff. | Punkte |
| --- | --------------------- | --- | - | - | - | ------- | ----- | ------ |
| 1.  | Club Guaraní          | 6   | 3 | 2 | 1 | 009:700 | +2    | 11     |
| 2.  | Club Sport Emelec     | 6   | 2 | 3 | 1 | 007:700 | ±0    | 09     |
| 3.  | Danubio FC            | 6   | 2 | 1 | 3 | 006:700 | −1    | 07     |
| 4.  | Club Atlético Huracán | 6   | 1 | 2 | 3 | 007:800 | −1    | 05     |

| Spiel       | Datum     | Stadion       | Heimmannschaft | Ergebnis  | Gastmannschaft |
| ----------- | --------- | ------------- | -------------- | --------- | -------------- |
| 1. Spieltag | 5. April  | Centenario    | Danubio        | 2:0 (1:0) | Emelec         |
| 1. Spieltag | 6. April  | El Palacio    | Huracán        | 4:1 (2:1) | Guaraní        |
| 2. Spieltag | 19. April | Estadio Chaco | Guaraní        | 2:1 (0:1) | Danubio        |
| 2. Spieltag | 20. April | La Caldera    | Emelec         | 1:0 (1:0) | Huracán        |
| 3. Spieltag | 2. Mai    | El Palacio    | Huracán        | 1:1 (0:1) | Danubio        |
| 3. Spieltag | 3. Mai    | Estadio Chaco | Guaraní        | 1:1 (0:0) | Emelec         |
| 4. Spieltag | 25. Mai   | Centenario    | Danubio        | 0:2 (0:0) | Guaraní        |
| 4. Spieltag | 25. Mai   | El Palacio    | Huracán        | 2:2 (1:1) | Emelec         |
| 5. Spieltag | 7. Juni   | La Caldera    | Emelec         | 1:1 (1:1) | Guaraní        |
| 5. Spieltag | 8. Juni   | Centenario    | Danubio        | 1:0 (0:0) | Huracán        |
| 6. Spieltag | 28. Juni  | La Caldera    | Emelec         | 2:1 (1:0) | Danubio        |
| 6. Spieltag | 28. Juni  | Estadio Chaco | Guaraní        | 2:0 (2:0) | Huracán        |

### Gruppe C
| Pl. | Verein                  | Sp. | S | U | N | Tore    | Diff. | Punkte |
| --- | ----------------------- | --- | - | - | - | ------- | ----- | ------ |
| 1.  | Red Bull Bragantino     | 6   | 4 | 2 | 0 | 021:300 | +18   | 14     |
| 2.  | Estudiantes de La Plata | 6   | 4 | 2 | 0 | 014:100 | +13   | 14     |
| 3.  | Tacuary Football Club   | 6   | 2 | 0 | 4 | 008:210 | −13   | 06     |
| 4.  | Oriente Petrolero       | 6   | 0 | 0 | 6 | 002:200 | −18   | 0      |

| Spiel       | Datum     | Stadion       | Heimmannschaft | Ergebnis  | Gastmannschaft |
| ----------- | --------- | ------------- | -------------- | --------- | -------------- |
| 1. Spieltag | 5. April  | El Tahuichi   | Oriente        | 0:1 (0:0) | Estudiantes    |
| 1. Spieltag | 6. April  | Estadio Chaco | Tacuary        | 1:4 (1:1) | Bragantino     |
| 2. Spieltag | 18. April | Nabizão       | Bragantino     | 5:0 (3:0) | Oriente        |
| 2. Spieltag | 18. April | Estadio Uno   | Estudiantes    | 4:0 (0:0) | Tacuary        |
| 3. Spieltag | 2. Mai    | Estadio Chaco | Tacuary        | 3:1 (2:1) | Oriente        |
| 3. Spieltag | 2. Mai    | Nabizão       | Bragantino     | 0:0       | Estudiantes    |
| 4. Spieltag | 25. Mai   | Estadio Chaco | Tacuary        | 0:4 (0:0) | Estudiantes    |
| 4. Spieltag | 25. Mai   | El Tahuichi   | Oriente        | 0:4 (0:2) | Bragantino     |
| 5. Spieltag | 7. Juni   | Estadio Uno   | Estudiantes    | 1:1 (0:1) | Bragantino     |
| 5. Spieltag | 8. Juni   | El Tahuichi   | Oriente        | 1:3 (0:2) | Tacuary        |
| 6. Spieltag | 28. Juni  | Estadio Uno   | Estudiantes    | 4:0 (2:0) | Oriente        |
| 6. Spieltag | 28. Juni  | Nabizão       | Bragantino     | 7:1 (4:1) | Tacuary        |

### Gruppe D
| Pl. | Verein                  | Sp. | S | U | N | Tore    | Diff. | Punkte |
| --- | ----------------------- | --- | - | - | - | ------- | ----- | ------ |
| 1.  | FC São Paulo            | 6   | 5 | 1 | 0 | 013:000 | +13   | 16     |
| 2.  | CA Tigre                | 6   | 3 | 1 | 2 | 007:600 | +1    | 10     |
| 3.  | Deportes Tolima         | 6   | 2 | 2 | 2 | 006:800 | −2    | 08     |
| 4.  | Academia Puerto Cabello | 6   | 0 | 0 | 6 | 002:140 | −12   | 0      |

| Spiel       | Datum     | Stadion         | Heimmannschaft | Ergebnis  | Gastmannschaft |
| ----------- | --------- | --------------- | -------------- | --------- | -------------- |
| 1. Spieltag | 6. April  | Estadio Delgado | Puerto Cabello | 0:2 (0:1) | Tolima         |
| 1. Spieltag | 6. April  | Dellagiovanna   | Tigre          | 0:2 (0:0) | São Paulo      |
| 2. Spieltag | 18. April | Morumbi         | São Paulo      | 2:0 (0:0) | Puerto Cabello |
| 2. Spieltag | 20. April | Estadio Toro    | Tolima         | 1:2 (0:0) | Tigre          |
| 3. Spieltag | 2. Mai    | Estadio Toro    | Tolima         | 0:0       | São Paulo      |
| 3. Spieltag | 3. Mai    | Estadio Delgado | Puerto Cabello | 0:3 (0:1) | Tigre          |
| 4. Spieltag | 23. Mai   | Estadio Delgado | Puerto Cabello | 0:2 (0:1) | São Paulo      |
| 4. Spieltag | 24. Mai   | Dellagiovanna   | Tigre          | 0:0       | Tolima         |
| 5. Spieltag | 6. Juni   | Dellagiovanna   | Tigre          | 2:1 (1:0) | Puerto Cabello |
| 5. Spieltag | 8. Juni   | Morumbi         | São Paulo      | 5:0 (3:0) | Tolima         |
| 6. Spieltag | 27. Juni  | Morumbi         | São Paulo      | 2:0 (0:0) | Tigre          |
| 6. Spieltag | 27. Juni  | Estadio Toro    | Tolima         | 3:1 (3:1) | Puerto Cabello |

### Gruppe E
| Pl. | Verein            | Sp. | S | U | N | Tore    | Diff. | Punkte |
| --- | ----------------- | --- | - | - | - | ------- | ----- | ------ |
| 1.  | Newell’s Old Boys | 6   | 5 | 1 | 0 | 011:400 | +7    | 16     |
| 2.  | Audax Italiano    | 6   | 3 | 2 | 1 | 007:400 | +3    | 11     |
| 3.  | FC Santos         | 6   | 1 | 2 | 3 | 003:400 | −1    | 05     |
| 4.  | Club Blooming     | 6   | 0 | 1 | 5 | 003:110 | −8    | 01     |

| Spiel       | Datum     | Stadion        | Heimmannschaft | Ergebnis  | Gastmannschaft |
| ----------- | --------- | -------------- | -------------- | --------- | -------------- |
| 1. Spieltag | 4. April  | El Teniente    | Audax Italiano | 0:1 (0:0) | Old Boys       |
| 1. Spieltag | 4. April  | El Tahuichi    | Blooming       | 0:1 (0:0) | Santos         |
| 2. Spieltag | 18. April | Estadio Bielsa | Old Boys       | 3:0 (2:0) | Blooming       |
| 2. Spieltag | 20. April | Vila Belmiro   | Santos         | 0:0       | Audax Italiano |
| 3. Spieltag | 2. Mai    | Estadio Bielsa | Old Boys       | 1:0 (0:0) | Santos         |
| 3. Spieltag | 4. Mai    | El Teniente    | Audax Italiano | 2:0 (1:0) | Blooming       |
| 4. Spieltag | 24. Mai   | El Teniente    | Audax Italiano | 2:1 (1:1) | Santos         |
| 4. Spieltag | 24. Mai   | El Tahuichi    | Blooming       | 2:3 (1:1) | Old Boys       |
| 5. Spieltag | 6. Juni   | Vila Belmiro   | Santos         | 1:2 (0:1) | Old Boys       |
| 5. Spieltag | 7. Juni   | El Tahuichi    | Blooming       | 1:2 (1:2) | Audax Italiano |
| 6. Spieltag | 29. Juni  | Vila Belmiro   | Santos         | 0:0       | Blooming       |
| 6. Spieltag | 29. Juni  | Estadio Bielsa | Old Boys       | 1:1 (0:1) | Audax Italiano |

### Gruppe F
| Pl. | Verein                 | Sp. | S | U | N | Tore    | Diff. | Punkte |
| --- | ---------------------- | --- | - | - | - | ------- | ----- | ------ |
| 1.  | CSD Defensa y Justicia | 6   | 5 | 0 | 1 | 015:800 | +7    | 15     |
| 2.  | América Mineiro        | 6   | 3 | 1 | 2 | 012:800 | +4    | 10     |
| 3.  | Millonarios FC         | 6   | 3 | 1 | 2 | 010:700 | +3    | 10     |
| 4.  | Peñarol Montevideo     | 6   | 0 | 0 | 6 | 004:180 | −14   | 0      |

| Spiel       | Datum     | Stadion           | Heimmannschaft | Ergebnis  | Gastmannschaft |
| ----------- | --------- | ----------------- | -------------- | --------- | -------------- |
| 1. Spieltag | 4. April  | El Campín         | Millonarios    | 3:0 (0:0) | Defensa        |
| 1. Spieltag | 5. April  | Independência     | América        | 4:1 (2:0) | Peñarol        |
| 2. Spieltag | 19. April | Tomaghello        | Defensa        | 2:1 (0:0) | América        |
| 2. Spieltag | 20. April | Campeón del Siglo | Peñarol        | 0:2 (0:0) | Millonarios    |
| 3. Spieltag | 3. Mai    | El Campín         | Millonarios    | 1:1 (1:1) | América        |
| 3. Spieltag | 4. Mai    | Tomaghello        | Defensa        | 4:1 (2:0) | Peñarol        |
| 4. Spieltag | 23. Mai   | Independência     | América        | 2:3 (2:1) | Defensa        |
| 4. Spieltag | 23. Mai   | El Campín         | Millonarios    | 3:1 (3:0) | Peñarol        |
| 5. Spieltag | 6. Juni   | Campeón del Siglo | Peñarol        | 0:3 (0:1) | Defensa        |
| 5. Spieltag | 6. Juni   | Independência     | América        | 2:0 (1:0) | Millonarios    |
| 6. Spieltag | 29. Juni  | Campeón del Siglo | Peñarol        | 1:2 (1:0) | América        |
| 6. Spieltag | 29. Juni  | Tomaghello        | Defensa        | 3:1 (2:1) | Millonarios    |

### Gruppe G
| Pl. | Verein                      | Sp. | S | U | N | Tore    | Diff. | Punkte |
| --- | --------------------------- | --- | - | - | - | ------- | ----- | ------ |
| 1.  | Goiás EC                    | 6   | 3 | 3 | 0 | 007:300 | +4    | 12     |
| 2.  | Universitario de Deportes   | 6   | 3 | 1 | 2 | 006:500 | +1    | 10     |
| 3.  | Independiente Santa Fe      | 6   | 2 | 1 | 3 | 005:600 | −1    | 07     |
| 4.  | Gimnasia y Esgrima La Plata | 6   | 1 | 1 | 4 | 002:600 | −4    | 04     |

| Spiel       | Datum     | Stadion        | Heimmannschaft | Ergebnis  | Gastmannschaft |
| ----------- | --------- | -------------- | -------------- | --------- | -------------- |
| 1. Spieltag | 4. April  | Serrinha       | Goiás          | 0:0       | Santa Fe       |
| 1. Spieltag | 5. April  | El Bosque      | Gimnasia       | 0:1 (0:0) | Universitario  |
| 2. Spieltag | 18. April | El Campín      | Santa Fe       | 2:1 (0:1) | Gimnasia       |
| 2. Spieltag | 20. April | Monumental „U“ | Universitario  | 2:2 (0:0) | Goiás          |
| 3. Spieltag | 4. Mai    | El Bosque      | Gimnasia       | 0:2 (0:0) | Goiás          |
| 3. Spieltag | 4. Mai    | Monumental „U“ | Universitario  | 2:0 (1:0) | Santa Fe       |
| 4. Spieltag | 23. Mai   | El Bosque      | Gimnasia       | 1:0 (0:0) | Santa Fe       |
| 4. Spieltag | 23. Mai   | Serrinha       | Goiás          | 1:0 (0:0) | Universitario  |
| 5. Spieltag | 8. Juni   | Serrinha       | Goiás          | 0:0       | Gimnasia       |
| 5. Spieltag | 8. Juni   | El Campín      | Santa Fe       | 2:0 (1:0) | Universitario  |
| 6. Spieltag | 28. Juni  | El Campín      | Santa Fe       | 1:2 (0:1) | Goiás          |
| 6. Spieltag | 28. Juni  | Monumental „U“ | Universitario  | 1:0 (1:0) | Gimnasia       |

Beim 1:0 zwischen Universitario de Deportes und Gimnasia y Esgrima La Plata am letzten Spieltag zeigte Schiedsrichter Esteban Ostojich insgesamt zehn rote Karten nach gewaltsamen Ausschreitungen zwischen beiden Mannschaften in der Nachspielzeit.

### Gruppe H
| Pl. | Verein                 | Sp. | S | U | N | Tore    | Diff. | Punkte |
| --- | ---------------------- | --- | - | - | - | ------- | ----- | ------ |
| 1.  | Fortaleza EC           | 6   | 5 | 0 | 1 | 017:500 | +12   | 15     |
| 2.  | San Lorenzo de Almagro | 6   | 2 | 2 | 2 | 007:600 | +1    | 08     |
| 3.  | CD Palestino           | 6   | 2 | 2 | 2 | 007:700 | ±0    | 08     |
| 4.  | Estudiantes de Mérida  | 6   | 1 | 0 | 5 | 004:170 | −13   | 03     |

| Spiel       | Datum     | Stadion              | Heimmannschaft | Ergebnis  | Gastmannschaft |
| ----------- | --------- | -------------------- | -------------- | --------- | -------------- |
| 1. Spieltag | 4. April  | Metropolitano Mérida | Mérida         | 0:1 (0:1) | San Lorenzo    |
| 1. Spieltag | 5. April  | Castelão             | Fortaleza      | 4:0 (1:0) | Palestino      |
| 2. Spieltag | 18. April | El Teniente          | Palestino      | 1:0 (0:0) | Mérida         |
| 2. Spieltag | 19. April | Pedro Bidegain       | San Lorenzo    | 0:2 (0:0) | Fortaleza      |
| 3. Spieltag | 3. Mai    | El Teniente          | Palestino      | 0:0       | San Lorenzo    |
| 3. Spieltag | 4. Mai    | Castelão             | Fortaleza      | 6:1 (2:1) | Mérida         |
| 4. Spieltag | 24. Mai   | Castelão             | Fortaleza      | 3:2 (2:1) | San Lorenzo    |
| 4. Spieltag | 25. Mai   | Metropolitano Mérida | Mérida         | 1:5 (1:2) | Palestino      |
| 5. Spieltag | 6. Juni   | Metropolitano Mérida | Mérida         | 1:0 (0:0) | Fortaleza      |
| 5. Spieltag | 8. Juni   | Pedro Bidegain       | San Lorenzo    | 0:0       | Palestino      |
| 6. Spieltag | 27. Juni  | Pedro Bidegain       | San Lorenzo    | 4:1 (1:1) | Mérida         |
| 6. Spieltag | 27. Juni  | El Teniente          | Palestino      | 1:2 (0:1) | Fortaleza      |

## Finalrunde
Für das Achtelfinale qualifizierten sich jeweils der Erste jeder Gruppe sowie die Sieger der Playoff-Runde.

### Turnierplan
|  | Achtelfinale            | Achtelfinale | Achtelfinale |                         |       | Viertelfinale | Viertelfinale | Viertelfinale |  |  | Halbfinale | Halbfinale | Halbfinale |  |  | Finale | Finale |  |
|  |                         |              |              |                         |       |               |               |               |  |  |            |            |            |  |  |        |        |  |
|  | Club Sport Emelec       | 1            | 0            |                         |       |               |               |               |  |  |            |            |            |  |  |        |        |  |
|  | CSD Defensa y Justicia  | 2            | 1            |                         |       |               |               |               |  |  |            |            |            |  |  |        |        |  |
|  | CSD Defensa y Justicia  | 2            | 1            | CSD Defensa y Justicia  | 1     | 2             |               |               |  |  |            |            |            |  |  |        |        |  |
|  |                         |              |              | CSD Defensa y Justicia  | 1     | 2             |               |               |  |  |            |            |            |  |  |        |        |  |
|  |                         | Botafogo FR  | 1            | 1                       |       |               |               |               |  |  |            |            |            |  |  |        |        |  |
|  | Botafogo FR             | Botafogo FR  | 1            | 1                       | 2     | 0             |               |               |  |  |            |            |            |  |  |        |        |  |
|  | Botafogo FR             |              |              |                         | 2     | 0             |               |               |  |  |            |            |            |  |  |        |        |  |
|  | Club Guaraní            | 1            | 0            |                         |       |               |               |               |  |  |            |            |            |  |  |        |        |  |
|  | Club Guaraní            | 1            | 0            | CSD Defensa y Justicia  | 0     | 0             |               |               |  |  |            |            |            |  |  |        |        |  |
|  |                         |              |              |                         |       |               |               |               |  |  |            |            |            |  |  |        |        |  |
|  |                         | LDU Quito    | 3            | 0                       |       |               |               |               |  |  |            |            |            |  |  |        |        |  |
|  | San Lorenzo de Almagro  | LDU Quito    | 3            | 0                       | 1     | 0             |               |               |  |  |            |            |            |  |  |        |        |  |
|  | San Lorenzo de Almagro  |              |              |                         | 1     | 0             |               |               |  |  |            |            |            |  |  |        |        |  |
|  | FC São Paulo            | 0            | 2            |                         |       |               |               |               |  |  |            |            |            |  |  |        |        |  |
|  | FC São Paulo            | 0            | 2            | FC São Paulo            | 1     | 1 (4)         |               |               |  |  |            |            |            |  |  |        |        |  |
|  |                         |              |              | FC São Paulo            | 1     | 1 (4)         |               |               |  |  |            |            |            |  |  |        |        |  |
|  |                         | LDU Quito    | 2            | 0 (5)                   |       |               |               |               |  |  |            |            |            |  |  |        |        |  |
|  | Deportivo Ñublense      | LDU Quito    | 2            | 0 (5)                   | 0     | 3 (3)         |               |               |  |  |            |            |            |  |  |        |        |  |
|  | Deportivo Ñublense      |              |              |                         | 0     | 3 (3)         |               |               |  |  |            |            |            |  |  |        |        |  |
|  | LDU Quito               | 1            | 2 (4)        |                         |       |               |               |               |  |  |            |            |            |  |  |        |        |  |
|  | LDU Quito               | 1            | 2 (4)        | LDU Quito               | 1 (4) |               |               |               |  |  |            |            |            |  |  |        |        |  |
|  |                         |              |              |                         |       |               |               |               |  |  |            |            |            |  |  |        |        |  |
|  |                         | Fortaleza EC | 1 (3)        |                         |       |               |               |               |  |  |            |            |            |  |  |        |        |  |
|  | Estudiantes de La Plata | Fortaleza EC | 1 (3)        | 3                       | 2     |               |               |               |  |  |            |            |            |  |  |        |        |  |
|  | Estudiantes de La Plata |              |              |                         | 2     |               |               |               |  |  |            |            |            |  |  |        |        |  |
|  | Goiás EC                | 0            | 0            |                         |       |               |               |               |  |  |            |            |            |  |  |        |        |  |
|  | Goiás EC                | 0            | 0            | Estudiantes de La Plata | 0     | 1 (2)         |               |               |  |  |            |            |            |  |  |        |        |  |
|  |                         |              |              | Estudiantes de La Plata | 0     | 1 (2)         |               |               |  |  |            |            |            |  |  |        |        |  |
|  |                         | Corinthians  | 1            | 0 (3)                   |       |               |               |               |  |  |            |            |            |  |  |        |        |  |
|  | Corinthians             | Corinthians  | 1            | 0 (3)                   | 2     | 0             |               |               |  |  |            |            |            |  |  |        |        |  |
|  | Corinthians             |              |              |                         | 2     | 0             |               |               |  |  |            |            |            |  |  |        |        |  |
|  | Newell’s Old Boys       | 1            | 0            |                         |       |               |               |               |  |  |            |            |            |  |  |        |        |  |
|  | Newell’s Old Boys       | 1            | 0            | Corinthians             | 1     | 0             |               |               |  |  |            |            |            |  |  |        |        |  |
|  |                         |              |              |                         |       |               |               |               |  |  |            |            |            |  |  |        |        |  |
|  |                         | Fortaleza EC | 1            | 2                       |       |               |               |               |  |  |            |            |            |  |  |        |        |  |
|  | América Mineiro         | Fortaleza EC | 1            | 2                       | 1     | 3 (4)         |               |               |  |  |            |            |            |  |  |        |        |  |
|  | América Mineiro         |              |              |                         | 1     | 3 (4)         |               |               |  |  |            |            |            |  |  |        |        |  |
|  | Red Bull Bragantino     | 1            | 3 (3)        |                         |       |               |               |               |  |  |            |            |            |  |  |        |        |  |
|  | Red Bull Bragantino     | 1            | 3 (3)        | América Mineiro         | 1     | 1             |               |               |  |  |            |            |            |  |  |        |        |  |
|  |                         |              |              | América Mineiro         | 1     | 1             |               |               |  |  |            |            |            |  |  |        |        |  |
|  |                         | Fortaleza EC | 3            | 2                       |       |               |               |               |  |  |            |            |            |  |  |        |        |  |
|  | Club Libertad           | Fortaleza EC | 3            | 2                       | 0     | 1             |               |               |  |  |            |            |            |  |  |        |        |  |
|  | Club Libertad           |              |              |                         | 0     | 1             |               |               |  |  |            |            |            |  |  |        |        |  |
|  | Fortaleza EC            | 1            | 1            |                         |       |               |               |               |  |  |            |            |            |  |  |        |        |  |

### Playoff-Runde
| Datum       |                         | Gesamt |                           | Hinspiel  | Rückspiel |
| ----------- | ----------------------- | ------ | ------------------------- | --------- | --------- |
| 11.7./18.7. | Barcelona Sporting Club | 2:5    | Estudiantes de La Plata   | 2:1 (1:1) | 0:4 (0:3) |
| 13.7./21.7. | Deportivo Ñublense      | 1:0    | Audax Italiano            | 0:0       | 1:0 (0:0) |
| 12.7./19.7. | CA Patronato            | 1:3    | Botafogo FR               | 0:2 (0:0) | 1:1 (0:1) |
| 11.7./18.7. | CSD Colo-Colo           | 3:6    | América Mineiro           | 2:1 (0:0) | 1:5 (0:3) |
| 13.7./20.7. | Club Libertad           | 3:1    | CA Tigre                  | 2:1 (0:1) | 1:0 (1:0) |
| 11.7./18.7. | Corinthians São Paulo   | 3:1    | Universitario de Deportes | 1:0 (0:0) | 2:1 (0:0) |
| 12.7./19.7. | Sporting Cristal        | 0:1    | Club Sport Emelec         | 0:1 (0:0) | 0:0       |
| 12.7./19.7. | Independiente Medellín  | 0:3    | San Lorenzo de Almagro    | 0:1 (0:0) | 0:2 (0:1) |

Nachdem es schon bei Universitarios vorherigem Heimspiel in diesem Wettbewerb bereits zehn rote Karten gegeben hatte, zeigte in den Playoffs Schiedsrichter Wilmer Roldán fünf rote Karten in der Nachspielzeit: Zunächst sah Corinthians-Spieler Ryan Gustavo de Lima für übertriebenen Jubel die gelbrote Karte, anschließend wurden noch vier weitere Spieler mit glatt rot vom Platz gestellt.

### Achtelfinale
| Datum      |                         | Gesamt          |                        | Hinspiel  | Rückspiel |
| ---------- | ----------------------- | --------------- | ---------------------- | --------- | --------- |
| 1.8./8.8.  | Club Sport Emelec       | 1:3             | CSD Defensa y Justicia | 1:2 (1:0) | 0:1 (0:0) |
| 2.8./9.8.  | Estudiantes de La Plata | 5:0             | Goiás EC               | 3:0 (0:0) | 2:0 (1:0) |
| 3.8./10.8. | América Mineiro         | 4:4 (4:3 i. E.) | Red Bull Bragantino    | 1:1 (0:1) | 3:3 (2:2) |
| 3.8./10.8. | San Lorenzo de Almagro  | 1:2             | FC São Paulo           | 1:0 (0:0) | 0:2 (0:1) |
| 3.8./10.8. | Deportivo Ñublense      | 3:3 (3:4 i. E.) | LDU Quito              | 0:1 (0:0) | 3:2 (1:1) |
| 1.8/8.8.   | Club Libertad           | 1:2             | Fortaleza EC           | 0:1 (0:1) | 1:1 (0:1) |
| 1.8./8.8.  | Corinthians São Paulo   | 2:1             | Newell’s Old Boys      | 2:1 (0:1) | 0:0       |
| 2.8./9.8.  | Botafogo FR             | 2:1             | Club Guaraní           | 2:1 (0:1) | 0:0       |

### Viertelfinale
| Datum       |                       | Gesamt          |                         | Hinspiel  | Rückspiel |
| ----------- | --------------------- | --------------- | ----------------------- | --------- | --------- |
| 22.8./29.8. | Corinthians São Paulo | 1:1 (3:2 i. E.) | Estudiantes de La Plata | 1:0 (1:0) | 0:1 (0:1) |
| 23.8./30.8. | Botafogo FR           | 2:3             | CSD Defensa y Justicia  | 1:1 (0:0) | 1:2 (1:1) |
| 24.8./31.8. | América Mineiro       | 2:5             | Fortaleza EC            | 1:3 (0:3) | 1:2 (0:1) |
| 24.8./31.8. | LDU Quito             | 2:2 (5:4 i. E.) | FC São Paulo            | 2:1 (2:0) | 0:1 (0:0) |

### Halbfinale
| Datum       |                       | Gesamt |                        | Hinspiel  | Rückspiel |
| ----------- | --------------------- | ------ | ---------------------- | --------- | --------- |
| 27.9./4.10. | LDU Quito             | 3:0    | CSD Defensa y Justicia | 3:0 (2:0) | 0:0       |
| 26.9./3.10. | Corinthians São Paulo | 1:3    | Fortaleza EC           | 1:1 (1:1) | 0:2 (0:0) |

### Finale
| Fortaleza EC                                                 | Fortaleza EC | LDU Quito | LDU Quito |
| ------------------------------------------------------------ | --- | --- | --------- |
| Fortaleza EC                                                 | \| 28. Oktober 2023 in Montevideo, Uruguay (Estadio Centenario) \| \| Ergebnis: 1:1 n. V. (1:1, 0:0), 3:4 i. E. \| \| Schiedsrichter: Jesús Valenzuela ( Venezuela) \| \| Spielbericht \| | \| 28. Oktober 2023 in Montevideo, Uruguay (Estadio Centenario) \| \| Ergebnis: 1:1 n. V. (1:1, 0:0), 3:4 i. E. \| \| Schiedsrichter: Jesús Valenzuela ( Venezuela) \| \| Spielbericht \| | LDU Quito |
| Fortaleza EC                                                 | 1 João Ricardo – 2 Tinga , 19 Emanuel Brítez, 4 Titi, 6 Bruno Pacheco – 17 Zé Welison 84., 8 Caio Alexandre 106., 7 Tomás Pochettino 83. – 12 Marinho 74., 29 Guilherme 65., 9 Juan Martín Lucero 100. Reserve 15 Fernando, 3 Tobias Figueiredo, 5 Marcelo Benevenuto, 22 Yago Pikachu 65., 45 Gonzalo Escobar, 10 Lucas Crispim, 21 Pedro Augusto 84., 39 Imanol Machuca 74., 88 Lucas Sasha 106., 18 Silvio Ezequiel Romero 100., 32 Pedro Rocha, 91 Thiago Galhardo 83. Cheftrainer: Juan Pablo Vojvoda ( Argentinien) | 22 Alexander Domínguez – 14 José Quintero, 4 Ricardo Adé, 6 Facundo Rodríguez, 33 Leonel Quiñónez 97. – 16 Mauricio Martínez, 18 Lucas Piovi , 21 Sebastián González 63. – 32 Renato Ibarra 39., 26 Jhojan Julio, 24 Paolo Guerrero Reserve 23 Adrián Gabbarini, 3 Richard Mina, 13 Daykol Romero, 29 Bryan Ramírez 97., 5 Óscar Zambrano, 10 Alexander Alvarado 63., 25 Jefferson Valverde, 30 Danny Luna, 9 Lisandro Alzugaray 39., 11 Walter Chalá, 19 José Enrique Angulo, 27 Jan Carlos Hurtado Cheftrainer: Luis Zubeldía ( Argentinien) | LDU Quito |
| Fortaleza EC                                                 | 1:0 Lucero (48.) | 1:1 Alzugaray (56.) | LDU Quito |
| Fortaleza EC                                                 | Elfmeterschießen | | LDU Quito |
| Fortaleza EC                                                 | 1:0 Galhardo 2:1 Pikachu Romero 3:3 Tinga Augusto Brítez | Guerrero 1:1 Alzugaray 2:2 Martínez 2:3 Julio Alvarado 3:4 Piovi | LDU Quito |
| Fortaleza EC                                                 | Guilherme (41.), Marinho (52.), Brítez (81.), Caio Alexandre (106.) | Guerrero (35.), Piovi (98.) | LDU Quito |
| 28. Oktober 2023 in Montevideo, Uruguay (Estadio Centenario) | | |           |
| Ergebnis: 1:1 n. V. (1:1, 0:0), 3:4 i. E.                    | | |           |
| Schiedsrichter: Jesús Valenzuela ( Venezuela)                | | |           |
| Spielbericht                                                 | | |           |

## Beste Torschützen
| Rang | Spieler             | Klub                                 | Tore |
| ---- | ------------------- | ------------------------------------ | ---- |
| 1    | Gonzalo Mastriani   | América Mineiro                      | 9    |
| 2    | Nicolás Fernández   | CSD Defensa y Justicia               | 8    |
| 3    | Adam Bareiro        | Club Atlético San Lorenzo de Almagro | 6    |
|      | Benjamín Rollheiser | Estudiantes de La Plata              | 6    |
|      | Federico Santander  | Club Guaraní                         | 6    |
| 6    | Eduardo Sasha       | Red Bull Bragantino                  | 5    |
|      | Sorriso             | Red Bull Bragantino                  | 5    |
|      | Gastón Togni        | CSD Defensa y Justicia               | 5    |